# Sierra de las Peñas Libres
La sierra de las Peñas Libres (en gallego: serra das Penas Libres) es una de las sierras del sur de Galicia, está orientada NO-SO, en la comarca de Villardevós, y limita al sur con Portugal. En esta cadena nacen afluentes del río Mente por el sur, y afluentes del río Támega por el oeste.
Está formado por piedra de grano y granitos al norte, pizarras y cuarcitas al este, y diversos materiales como esquistos al sur.
El punto más alto es el Mairos, con 1.091 metros sobre el nivel del mar, así como el Salto do Cabalo, con 1.061 m.